# Aniracetam
Aniracetam (Handelsname: Ampamet (I, a.H.), Hersteller: Menarini) ist ein Piracetam-ähnlicher Arzneistoff aus der Gruppe der Nootropika zur Verbesserung der der kognitiven Funktionen.

## Darstellung und Gewinnung
Der Wirkstoff wurde in den 1970er Jahren bei Hoffmann-La Roche entwickelt. Eine Synthese geht vom Anisoylchlorid aus, welches in Gegenwart von Triethylamin (TEA) mit 2-Pyrrolidon umgesetzt wird.
Bei einer alternativen Synthese wird Anisoylchlorid zunächst mit 4-Aminobuttersäure umgesetzt. Der Ringschluss erfolgt dann durch die Reaktion mit Thionylchlorid.

## Chemische Eigenschaften
Aniracetam liegt als weißes kristallines Pulver vor. Es ist geruchlos und hat einen bitteren Geschmack. Die Löslichkeit in Wasser beträgt 453 g/L, in DMSO 44 g/L, in Ethanol 11 g/L.

## Pharmakologie
Oral verabreichtes Aniracetam wurde in klinischen Studien in Tagesdosen von 1000 bis 1500 mg zur Behandlung von kognitiven Beeinträchtigungen bei Patienten mit seniler Demenz vom Alzheimer-Typ und in Tagesdosen von 600 bis 1500 mg zur Behandlung verschiedener Symptome einschließlich Gedächtnisstörungen bei älteren Patienten mit zerebrovaskulären Erkrankungen eingesetzt.

## Mögliche Nebenwirkungen
- Benommenheit
- Koordinationsstörungen
- Kopfschmerzen
- kognitive Störungen
- Nervosität
- Gleichgewichtsstörung